# 진산 최씨
진산 최씨(珍山崔氏)는 충청남도 금산군 진산면을 본관으로 하는 한국의 성씨이다.

## 참고 자료
- “진산최씨(珍山崔氏)”. 뿌리를 찾아서.[깨진 링크(과거 내용 찾기)]